# Bruce (Wisconsin)
Bruce is een plaats (village) in de Amerikaanse staat Wisconsin, en valt bestuurlijk gezien onder Rusk County.

## Demografie
Bij de volkstelling in 2000 werd het aantal inwoners vastgesteld op 787.
In 2006 is het aantal inwoners door het United States Census Bureau geschat op 716, een daling van 71 (-9,0%).

## Geografie
Volgens het United States Census Bureau beslaat de plaats een oppervlakte van
6,1 km², waarvan 5,9 km² land en 0,2 km² water. Bruce ligt op ongeveer 339 m boven zeeniveau.

## Plaatsen in de nabije omgeving
De onderstaande figuur toont nabijgelegen plaatsen in een straal van 24 km rond Bruce.